# Омаргалієва Олена Костянтинівна
Олена Костянтинівна Омаргалієва, у шлюбі Толоконнікова (17 вересня 1985 , Черкаси ) — українська співачка, авторка пісень та колишня учасниця співучого дуету TamerlanAlena.

## Біографія
Олена Омаргалієва народилася 17 вересня 1985 року в Черкасах. Має казахське походження. Ще в дитинстві Олена брала участь у багатьох музичних конкурсах.
У підлітковому віці Омаргалієва стала учасницею гурту «D.Lemma» (джерело?). Потім вона виступала в складі таких груп як «Do not touch», «XL Delux», «Карати» і «Ліон».
У 2009 році, на фестивалі «Чорноморські ігри», Олена разом з Мікою Ньютон розділила титул «Кращий жіночий r'n'b-вокал України».
У тому ж 2009 році Омаргалієва познайомилася з іншим українським виконавцем Тамерланом, з яким вона почала виступати дуетом.
У 2010 році Олена і Тамерлан записали ряд треків із звукозаписною компанією «Universal» в Лос-Анджелесі.
Восени 2010 року дует презентував свою першу відеороботу на пісню «Все буде добре».
У травні 2011 року Олена і Тамерлан випустили пісню «Baby be mine», яка була записана двома мовами. Пісня одразу ж стала популярною і влітку 2011 року нагороджена премі'ю «Кришталевий мікрофон» в номінації «Рінгтон року».
У 2012 році Олена Омаргалієва і Тамерлан випустили свій дебютний альбом під назвою «Співай зі мною».
У 2013 році дует випустили відеокліпи на пісні «Мало Мені» і «Може це ти», які відразу ж стали популярними.
У 2016 році дует випустив сингл «Потоки вітру», який після прем'єри був високо оцінений.
У червні 2020 року представила сольний проект Alena Omargalieva.

## Дискографія
Сингли
| Рік  | Назва            | Альбом            |
| ---- | ---------------- | ----------------- |
| 2022 | «Святий Миколай» | Сингл без альбому |
| 2023 | «На краю»        | Сингл без альбому |
| 2023 | «Боляче»         | Сингл без альбому |
| 2023 | «Пригорни»       | Сингл без альбому |
| 2023 | «Зайвою»         | Сингл без альбому |
| 2023 | «Більше не буду» | Сингл без альбому |
| 2023 | «Свята вода»     | Сингл без альбому |
| 2024 | «Скільки ще»     | Сингл без альбому |
| 2024 | «Хочеш»          | Сингл без альбому |
| 2024 | «Коли тебе нема» | Сингл без альбому |
| 2024 | «Метелики»       | Сингл без альбому |
| 2024 | «Подих вітру»    | Сингл без альбому |
| 2024 | «Малинове вино»  | Сингл без альбому |
| 2024 | «Твоя»           | Сингл без альбому |
| 2025 | «Сама»           | Сингл без альбому |
| 2025 | «Мужчина»        | Сингл без альбому |
| 2025 | «Я буду»         | Сингл без альбому |

## Особисте життя
З 2013 року перебуває в шлюбі з "партнером з дуету" Тамерланом. Має від нього сина Тимура.